# Guzek reumatoidalny
Guzki reumatoidalne – niebolesne zmiany występujące u około 20% chorych na reumatoidalne zapalenie stawów.
Zbudowane są z włóknikowego ośrodka, dookoła którego gromadzą się fibroblasty i inne komórki, ułożone palisadowato.
Zlokalizowane są podskórnie lub w ścięgnach, zwykle nad wyprostnymi powierzchniami stawów.